# Susie Haxthausen
Susie Haxthausen (født 17. november 1945 i København) er en dansk forfatter, instruktør og historiefortæller.

## Bøger
- Romanen “Mosekonens Datter” (Alhambra 2022).
- Medvirkende i antologien “Øst for Vesterhavet” udgivet af Foreningen Litteratour i juni 2017. Redaktion Karsten Bjarnholt og Egon Clausen.
- Bogen “Vi var engang på Lodsoldermandsgården”. Forlaget Underskoven, maj 2016.
- Medvirkende i antologien “117 Stemmer, Fremmed og Nært om drømme og visioner. Forlaget Epigraf 2012. Redaktion Mikael Svennevig.
- Medvirkende i “Med alderen”. En antologi om at blive gammel, skrevet af ni kvinder. Redaktør Sabine Celeste Svendsen. Aschehoug 2004.
- Medvirkende i antologien “Nu kan Hald være mere end nok – og andre udtryk.” (Hald Hovedgaard 2003.)
- Medvirkende med tekster i bogen om danske børnebogsillustratorer “Landet længere væk” (Høst & Søn, 2002).
- Redigering af Elisabeth Levys “Et dukkehus i Nyhavn” (Borgen 1998), udgivet post mortem.
- Børnebogen “Drengen som elskede at klatre i træer,” (Borgen, 1998).
- “noget af – Historien om Forældre og Fødsel. Om hvorledes en dansk græsrodsbevægelse inden for sundhedssektoren opstår, udbredes og arbejder og dens effekt på politiske og professionelle holdninger og praksis,” (Dansk Institut for Klinisk Epidemiologi, 1993).
- Romanen “Mette død og borte,” (Hekla, 1993). Også udgivet som lydbog.
- Romanen “Disse blå øjne,” (Hekla, 1985).
- “Dig og mig og vi tre,” en håndbog om samliv og fødsel (Gyldendal, 1978). Oversat til svensk.

## Film, video og teater
- Produktion af tegnefilmen “Take Care,” for WHO/EURO, 1989. Manuskript og animation Jannik Hastrup
- Produktion og instruktion af video om salg af lægemidler: “Good morning Mrs Dealer”; manuskript i samarbejde med farmaceut Inga Lunde, for WHO/EURO,1987
- Produktion, manuskript og instruktion af video om medicinmisbrug: “What would you do for Inger?” for WHO/EURO, 1985
- Produktion, manuskript og instruktion af filmen “Dig og mig og vi tre” (Udlejn. SFC, 1980)
- Filmen “Vi føder vores barn”, manuskript og instruktion (Udlejn. SFC, 1974)
- Instruktør på børneteaterstykket Hipsi-Hapsi. Comedievognen 1969[1][2]
- Medlem af Det Danske Filmværksteds bestyrelse 1981-84
- Dukkemager og kostumier for Zangenbergs teatertrup 1970-72
- Medlem af Christianshavnsgruppen (turnéteater)1970-72
- Teatermedarbejder på Vesterbro Ungdomsgård, 1967-68
- Skuespiller i Delfax gruppeteater, 1967
- Danmarks Radio/TV Dukkemagerkursus, 1967
- Regissørass. på Ungdommens Teater (nu Betty Nansens) 1965-66
- Leder af Studentersamfundets teaterkreds 1962-66
- Filmklipper, regissørassistent og scriptassistent for Minerva Film, ASA Film, DR-TV m.fl. 1963-75